# Olympische Sommerspiele 2008/Teilnehmer (Neuseeland)
| Gelbes Symbol für Goldmedaillen mit stilisierten Olympischen Ringen | Graues Symbol für Silbermedaillen mit stilisierten Olympischen Ringen | Braundes Symbol für Bronzemedaillen mit stilisierten Olympischen Ringen |
| ------------------------------------------------------------------- | --------------------------------------------------------------------- | ----------------------------------------------------------------------- |
| 3                                                                   | 2                                                                     | 4                                                                       |

Neuseeland nahm 2008 in der chinesischen Hauptstadt Peking zum 23. Mal an Olympischen Sommerspielen teil.
Insgesamt umfasste die Delegation 182 Athleten, die in folgenden Sportarten antraten (Männer/Frauen/total):
| - Badminton (2/1/3) - Basketball (0/12/12) - Fußball (18/18/36) - Gewichtheben (2/0/2) - Hockey (16/16/32) - Kanu (3/2/5) | - Leichtathletik (4/6/10) - Radsport (12/5/17) - Reitsport (5/4/9) - Rudern (11/5/16) - Segeln (7/2/9) - Sportschießen (3/1/4) | - Schwimmen (9/6/15) - Synchronschwimmen (0/2/2) - Taekwondo (2/1/3) - Tennis (0/1/1) - Triathlon (3/3/6) |

Am 18. November 2009 wurde Rashid Ramzi, dem Sieger im 1500-Meter-Lauf, aufgrund eines Dopingvergehens seine Goldmedaille aberkannt. Nick Willis erhielt somit nachträglich die Silbermedaille zugesprochen.

## Teilnehmer nach Sportart

### Badminton
Männer:
- Craig Cooper (Mixed)
- John Moody (Einzel)

Frauen:
- Renee Flavell (Mixed)

### Basketball
Frauen:
- Suzie Bates
- Claire Bodensteiner
- Micaela Cocks
- Jillian Harmon
- Aneka Kerr
- Angela Marino
- Jessica McCormack
- Kate McMeeken-Ruscoe
- Charmian Purcell
- Natalie Purcell
- Lisa Wallbutton
- Noni Wharemate

### Fußball
| Männer - Tor 1 Jacob Spoonley 18 Liam Little - Abwehr 2 Aaron Scott 3 Ian Hogg 5 Ryan Nelsen 6 Michael Boxall 12 Steven Old 14 Cole Tinkler 16 Samuel Jenkins - Mittelfeld 4 Cole Peverley 7 Simon Elliott 8 Craig Henderson 11 Jeremy Brockie 13 Shaun Van Rooyen - Sturm 9 Daniel Ellensohn 10 Chris Killen 15 Greg Draper 17 Samuel Messam - Trainer Stu Jacobs - Ergebnisse Vorrunde Volksrepublik China: 1:1 Brasilien: 0:5 Belgien: 0:1 als Gruppenvierter ausgeschieden | Frauen - Tor 1 Jenny Bindon 18 Rachel Howard - Abwehr 2 Ria Percival 3 Anna Green 5 Abby Erceg 6 Rebecca Smith 14 Kristy Hill 17 Marlies Oostdam - Mittelfeld 4 Katie Hoyle 8 Hayley Moorwood 10 Emily McColl 11 Kirsty Yallop - Sturm 7 Ali Riley 9 Amber Hearn 12 Merissa Smith 13 Rebecca Tegg 15 Emma Kete 16 Renee Leota - Trainer John Herdman - Ergebnisse Vorrunde Japan: 2:2 Norwegen: 0:1 Vereinigte Staaten: 0:4 als Gruppenvierter ausgeschieden |

### Gewichtheben
Männer:
- Richie Patterson (bis 77 kg)
- Mark Spooner (bis 69 kg)

### Hockey
| Frauen: - Stacey Carr - Jaimee Claxton - Tara Drysdale - Gemma Flynn - Krystal Forgesson - Joanne Galletly - Sheree Horvath - Lizzy Igasan - Beth Jurgeleit - Emily Naylor - Kimberley Noakes - Caryn Paewai - Niniwa Roberts - Kate Saunders - Kayla Sharland - Anita Wawatai | Männer: - Ryan Archibald - Gareth Brooks - Phillip Burrows - Simon Child - Benjamin Collier - Dean Couzins - Steve Edwards - Casey Henwood - Blair Hopping - David Kosoof - Shea McAleese - James Nation - Kyle Pontifex - Bradley Shaw - Hayden Shaw - Paul Woolford |

### Kanu

#### Kanurennen
Frauen:
- Erin Taylor (Einer-Kajak)

Männer:
- Steven Ferguson (Einer-Kajak, Zweier-Kajak)
- Ben Fouhy (Einer-Kajak)
- Mike Walker (Zweier-Kajak)

#### Kanuslalom
- Luuka Jones (Einer-Kajak)

### Leichtathletik
Männer:
- Adrian Blincoe (5000 m)
- James Dolphin (200 m)
- Stuart Farquhar (Speerwerfen)
- Nick Willis (1500 m – Silber )

Frauen:
- Beatrice Faumuina (Diskuswerfen)
- Liza Hunter-Galvan (Marathon)
- Nina Rillstone (Marathon)
- Kimberley Smith (5000 m, 10.000 m)
- Valerie Vili (Kugelstoßen – Gold )
- Rebecca Wardell (Siebenkampf)

### Radsport

#### Bahn
Frauen:
- Catherine Cheatley (Punktefahren)
- Alison Shanks (Einzelverfolgung)

Männer:
- Sam Bewley (Mannschaftsverfolgung – Bronze )
- Wesley Gough (Mannschaftsverfolgung – Bronze )
- Greg Henderson (Punktefahren, Madison)
- Peter Latham (Mannschaftsverfolgung)
- Hayden Roulston (Einzelverfolgung – Silber , Mannschaftsverfolgung – Bronze , Madison)
- Marc Ryan (Mannschaftsverfolgung – Bronze )
- Jesse Sergeant (Mannschaftsverfolgung)

#### BMX
Frauen:
- Sarah Walker

Männer:
- Marc Willers

#### Mountainbike
Frauen:
- Rosara Joseph

Männer:
- Kashi Leuchs

#### Straße
Frauen:
- Catherine Cheatley (Straßenrennen)
- Joanne Kiesanowski (Straßenrennen)

Männer:
- Glen Chadwick (Straßenrennen)
- Julian Dean (Straßenrennen)
- Timothy Gudsell (Straßenrennen, Zeitfahren)

### Reiten
Springreiten:
- Bruce Goodin (Einzel, Mannschaft)
- Katie McVean (Einzel, Mannschaft)
- Daniel Meech (Einzel, Mannschaft)
- Sharn Wordley (Einzel, Mannschaft)

Vielseitigkeit:
- Joe Meyer (Einzel, Mannschaft)
- Andrew Nicholson (Einzel, Mannschaft)
- Caroline Powell (Einzel, Mannschaft)
- Mark Todd (Einzel, Mannschaft)
- Heelan Tompkins (Einzel, Mannschaft)

### Rudern
Frauen:
- Nicola Coles (Zweier ohne)
- Caroline Evers-Swindell (Doppelzweier)
- Georgina Evers-Swindell (Doppelzweier)
- Juliette Haigh (Zweier ohne)
- Emma Twigg (Einer)

Männer:
- Hamish Bond (Vierer ohne)
- George Bridgewater (Zweier ohne)
- Nathan Cohen (Doppelzweier)
- James Dallinger (Vierer ohne)
- Mahé Drysdale (Einer)
- Eric Murray (Vierer ohne)
- Carl Meyer (Vierer ohne)
- Peter Taylor (Leichter Doppelzweier)
- Nathan Twaddle (Zweier ohne)
- Storm Uru (Leichter Doppelzweier)
- Rob Waddell (Doppelzweier)

### Segeln
Frauen:
- Jo Aleh (Laser Radial)
- Barbara Kendall (Windsurfen)

Männer:
- Tom Ashley (Windsurfen – Gold )
- Peter Burling (470er)
- Carl Evans (470er)
- Andrew Murdoch (Laser)
- Hamish Pepper (Star)
- Carl Williams (Star)

### Schießen
Frauen:
- Nadine Stanton

Männer:
- Graeme Ede
- Robbie Eastham
- Yang Wang

### Schwimmen
Frauen:
- Lauren Boyle (4 × 200 m Freistil)
- Elizabeth Coster (100 m Rücken)
- Natasha Hind (4 × 200 m Freistil)
- Melissa Ingram (100 und 200 m Rücken)
- Helen Norfolk (200 und 400 m Lagen, 4 × 200 m Freistil)
- Hayley Palmer (4 × 200 m Freistil)

Männer:
- Daniel Bell (4 × 100 m Lagen)
- William Benson (4 × 100 m Freistil)
- Moss Burmester (100 und 200 m Schmetterling)
- Cameron Gibson (4 × 100 m Freistil, 4 × 100 m Lagen)
- Mark Herring (4 × 100 m Freistil)
- Dean Kent (200 m Lagen)
- Orinoco Faamausili-Banse (4 × 100 m Freistil)
- Glenn Snyders (100 m Brust, 4 × 100 m Lagen)
- Corney Swanepoel (100 m Schmetterling, 4 × 100 m Lagen)

### Synchronschwimmen
- Lisa Daniels (Duett)
- Nina Daniels (Duett)

### Taekwondo
Frauen:
- Robin Cheong (bis 57 kg)

Männer:
- Matthew Beach (bis 80 kg)
- Logan Campbell (bis 68 kg)

### Tennis
Frauen:
- Marina Erakovic

### Triathlon
Frauen:
- Andrea Hewitt
- Debbie Tanner
- Samantha Warriner

Männer:
- Bevan Docherty – Bronze
- Kris Gemmell
- Shane Reed